# 賈克森·比爾
賈克森·比爾（2014年8月27日—2020年4月1日）是一名美國兒童，出生時因微積水性無腦畸形症而失去約80%的大腦而聞名。
由於病情併發症，他於2020年4月1日在北卡羅萊納州去世，得年5歲。